# Пројекат Стварати заједно - Видети себе у делу другог
Пројекат Стварати заједно - Видети себе у делу другог (фр. Co-create, se voir dans l` oeuvre de l` autre) настао је као резултат заједничке иницијативе Универзитета Троа Ривјер у Квебеку (UQTR) и Факултета ликовних уметности у Београду како би се кроз уметничку и међу факултетску размену учврстиле и продубиле већ постојеће везе и сарадња дужа од деценије.
Иницијална уметничка замисао потиче од аутора из једног, а изведено дело од уметника из другог тима. Свака група излаже радове који су настали као одговор на концепте оне друге, али се при излагању води рачуна да и дело и концепт буду изложени заједно.
Пројекат је подржан од Министарства културе и информисања Републике Србије и кроз програм обележавања сто педесете године државности Канаде.
Изложба у Нишу (2017) прва је у низу.

## О пројекту
Око Пројекта окупљена је екипе од по дванаест учесника (доктораната и предавача и уметника), које су око себе окупиле обе институције из Квебека, Канада, и Београда, Србија, са циљем; да раде на идеји реципрочног задавања концепата у којој иницијална замисао потиче од аутора из једног, а изведено дело од уметника из другог тима.
Концепти ове групе замишљени су тако да они путују, али не и њихова дела. Свака група излаже радове који су настали као одговор на концепте супротне стране, али се при излагању води рачуна да и дело и концепт буду изложени заједно.
Иако овај начин стварања своје корење има у надреалистичкој игри фр. „Cadavre exquis“, њихове побуде и хтења нису исте. 
Такође, 70-тих и 80-тих година 20 века, када се аутори (попут Сол Левита и Данијела Бирена) свесно лимитирају у одређеним инструкцијама (акцијама и процесима) да би произвели једно дело које реализује неко други, активности групе окупљене у ово пројекту креће се у сличним оквирима.
Такође у нешто измењеном духу стварали су и фрнцуски уметници Кристијан Болтански и Бертран Лавије,   еволуирајуће дело у пројекту „Do It”, 1993. године.
Међутим за разлику од наведених пројекат Стварати заједно—Видети себе у делу другог, има фокус пре свега на заједничком, релационом интересу где емпатија ствара ту потребну и важну „људску димензију“.

### Простори који (се) деле
Поднаслов овог пројекта „Простори који (се) деле“ је по својој замисли једна врло широка платформа око које су груписани концепти канадских и српских уметника. Простор, као појам, у самом пројекту односи се подједнако и на спољашњи и на унутрашњи простор (физички и духовни). 

### Време као битна, четврта димензија пројекта
Неки од концепата укључују и време као битну четврту димензију просторно-временског континуума, други опет оперишу у сфери тренутка, секвенце где субјективни осећај за време замењује просторни моменат . Концепти и радови у којима су Простори исходишта ониричког или поетског, литерарног, виртуелног или телесног јесу заправо показатељи у којим доменима се крећу и сами аутори. И супротно, добијајући неки „релативно удаљен“ задатак, уметник -извођач, често прибегава извесном „припитомљавању“ идеје и наводећи је на свој ликовни израз /саображава је сопственим постулатима и поетици у самој интерпретацији.

### Дуо, који разговара на различитим језицима
Пеојекат необично подсећа на дуо који разговара на различитим језицима,
| „ | ...с том разликом што је овде по среди другачији поступак - концепт се рађа прво као слика, која се уобличава потом у реч, речи генеришу представу или низ слика код примаоца, што опет прозводи неки више или мање одређен осећај или афективно стање . У том кодирању—декодирању мале су шансе да се иницијална слика и финално дело поклопе, јер све је у представи коју ми субјективно формирамо о свету и појмовима, а уметност прва која то и промовише....Ионако, како рече један велики филозоф „ Свет је велика илузија“... | ” |

## Пројекат као колаборативна заједница у савременом свету
Пројекаст је настао као облик само-организовања уметника, баш као и „колаборативне заједнице“ које помиње Џереми Рифкин, амерички економски стручњак у својој студији„, да снажно одговор на непристајање једном обрасцу који је проистекао из нео-либералне логике поимања света, у времену одрживог развоја и Треће технолошке револуције. У том смислу овакав концепт је ближи духу зајдеништва који у околностима колаборација и кохабитација стоје дијаметрално супротно у односу на субординацију и посесивност тржишне економије либералног капитализма, који и у односу...на званичне токове и воде великог новца у глобалној индустрији визуелне уметности, да овим и другим облици само-организовања уметника одговоре на непристајање једном обрасцу који је проистекао из исте такве нео-либералне логике, они су јој здрава алтернатива и конкуренција...

## Учесници пројекта 2017.
- Besnik Haxhillari > Никола Велицки
- Jérémie Deschamps-Bussiéres > Александра Јованић
- Valérie Guimond  > Александар Лазар
- France Joyal > Владимир Милановић
- Jean-François Côté > Александар Лека Младеновић
- Mylène Gervais и Louis-Pierre é Clémenta >  Милорад Младеновић
- Duo AZ (Aimé Zayed et France Arseneault) >  Богдан Павловић
- Roger Gaudreau > Миливој Мишко Павловић
- Lorraine Beaulieu >  Марија Сибиновић
- Philippe Boissonnet > Милица Ћебић
- Бранка Копецки > Милица Црнобрња Вукадиновић
- Слободан Радосављевић > Иван Шулетић